# Initial D (film)
Pour les articles homonymes, voir Initial D (homonymie).
Pour plus de détails, voir Fiche technique et Distribution.
Initial D (chinois simplifié : 头文字D ; chinois traditionnel : 頭文字D) est un film en prise de vues réelles sino-hongkongais réalisé par Andrew Lau et Alan Mak, sorti en 2005. C'est une adaptation du manga Initial D.

## Synopsis
Takumi Fujiwara, un lycéen de dix-huit ans un peu rêveur et ne connaissant rien aux voitures, livre depuis cinq ans chaque nuit au volant de la voiture de son père du tofu pour le compte de sa famille. Sur les routes escarpées du mont Akina se déroulent des courses acharnées entre pilotes chevronnés. Takumi au volant de sa Toyota Sprinter Trueno AE86 va se joindre aux courses.

## Fiche technique
- Titres originaux :
  - 頭文字D (chinois traditionnel)
  - 头文字D (chinois simplifié)
- Titre français : Initial D

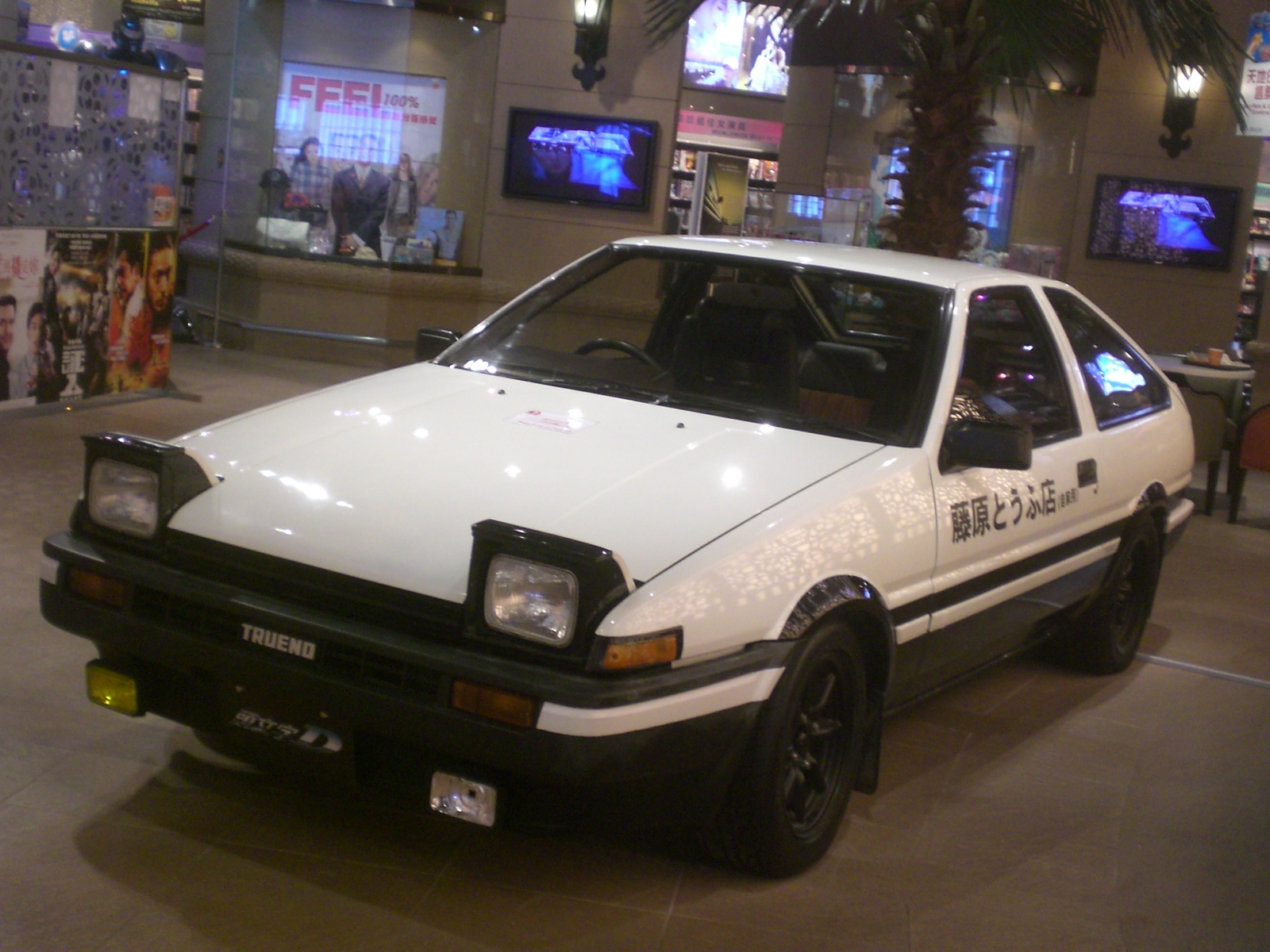
Une des voitures du film

- Réalisation : Andrew Lau, Alan Mak
- Scénario : Felix Chong, Shuichi Shigeno
- Musique : Chan Kwong-Wing
- Production : Andrew Lau
- Sociétés de production : Media Asia Entertainment Group, Sil-Metropole, Basic Pictures, Avex Films
- Société de distribution : Media Asia Distribution
- Pays de production :  Chine,  Hong Kong
- Langue : cantonais
- Format : couleurs — 35 mm — 2,35:1 (CinemaScope) — son DTS, Dolby Digital
- Durée : 110 minutes
- Dates de sortie :
  -  Chine : 19 juin 2005
  -  Hong Kong : 23 juin 2005

## Distribution
- Shawn Yue (VF : Axel Kiener) : Takeshi Nakazato
- Edison Chen (VF : Donald Reignoux) : Ryousuke Takahashi
- Jay Chou (VF : Fabrice Josso) : Takumi Fujiwara
- Anthony Wong (VF : Pierre-François Pistorio) : Bunta Fujiwara alias Mister Tofu
- Chapman To (VF : Cédric Dumond) : Itsuki Tachibana
- Anne Suzuki (VF : Noémie Orphelin) : Natsuki Mogi
- Kenny Bee (VF : Bruno Choël) : Yuuichi Tachibana
- Liu Keng Hung (VF : Alexandre Gillet) : Seiji Iwaki
- Jordan Chan (VF : Rémi Bichet) : Kyouichi Sudou
- Kazuyuki Tsumura (VF : Jean-François Vlérick) : Mr X
- Chie Tanaka : Miya
- Tsuyoshi Abe : Kenji
- Kiyohiko Ueki : Iketani